# Estação Sviblovo
Sviblovo (em russo:  Свиблово) é uma das estações da linha Kalujsko-Rijskaia (Linha 6) do Metro de Moscovo, na Rússia. Estação «Sviblovo» está localizada entre as estações «Botanítcheskii Sad» e «Babuchkinskaia».